# Antonio Nariño (Bogota)
Pour les articles homonymes, voir Antonio Nariño et Nariño (homonymie).
Antonio Nariño est le 15e district situé au sud de Bogota, la capitale de la Colombie. Sa superficie est de 4,93 km2 et sa population de 98 355 habitants.